# Agapetes bracteata
Agapetes bracteata är en ljungväxtart som beskrevs av Joseph Dalton Hooker och C. B. Cl. Agapetes bracteata ingår i släktet Agapetes och familjen ljungväxter. Inga underarter finns listade i Catalogue of Life.